# Malé Raškovce
Malé Raškovce – wieś (obec) na Słowacji położona w kraju koszyckim, w powiecie Michalovce. Pierwsze wzmianki o miejscowości pochodzą z roku 1478. 
Według danych z dnia 31 grudnia 2012, wieś zamieszkiwało 250 osób, w tym 132 kobiety i 118 mężczyzn.
W 2001 roku pod względem narodowości i przynależności etnicznej 48,43% mieszkańców stanowili Słowacy, a 50,79% Węgrzy.
Ze względu na wyznawaną religię struktura mieszkańców kształtowała się w 2001 roku następująco:
- Katolicy rzymscy – 39,76%
- Grekokatolicy – 6,3%
- Ewangelicy – 0%[a]
- Prawosławni – %
- Husyci – %
- Ateiści – 0,39%
- Nie podano – 0,39%